# Journey Through the Past
Journey Through the Past è una colonna sonora di un film autobiografico omonimo sulla vita di Neil Young. È composto da pezzi dal vivo registrati in cinque anni di carriera da solista, con i Buffalo Springfield e con Crosby, Stills, Nash & Young.

## Descrizione
Let's Go Away for Awhile è una cover di un brano strumentale dei Beach Boys, tratta dal famoso album Pet Sounds. Soldier è l'unico vero inedito, che ritroviamo nell'antologia Decade, ed è un brano curioso perché registrato tra la confusione di una segheria.
Il disco è considerato trascurabile nella discografia younghiana, per via sia della scelta antologica di brani quasi sempre poco significativi o in una versione da scarto di session, e sia per lo scarso livello delle esecuzioni dal vivo. Probabilmente per questi motivi non è stato ancora pubblicato su Cd.

## Tracce
1. For What It's Worth/Mr Soul – 3:54
2. Rock & Roll Woman – 2:53
3. Find the Cost of Freedom – 1:59
4. Ohio – 4:23
5. Southern Man – 6:47
6. Are You Ready for the Country – 1:52
7. Let Me Call You Sweetheart – 1:05
8. Alabama – 6:23
9. Words – 16:30
10. Relativity Invitation – 1:09
11. Handel's Messiah – 2:49
12. King of Kings – 5:07
13. Soldier – 3:39
14. Let's Go Away for Awhile – 2:08

Alabama e Words sono versioni estese e includono conversazioni in studio. Find The Cost of Freedom e Ohio sono registrate durante un concerto di CSN&Y.